# Trigonidium acuminatum
Trigonidium acuminatum là một loài thực vật có hoa trong họ Lan. Loài này được Bateman ex Lindl. miêu tả khoa học đầu tiên năm 1838.

## Hình ảnh

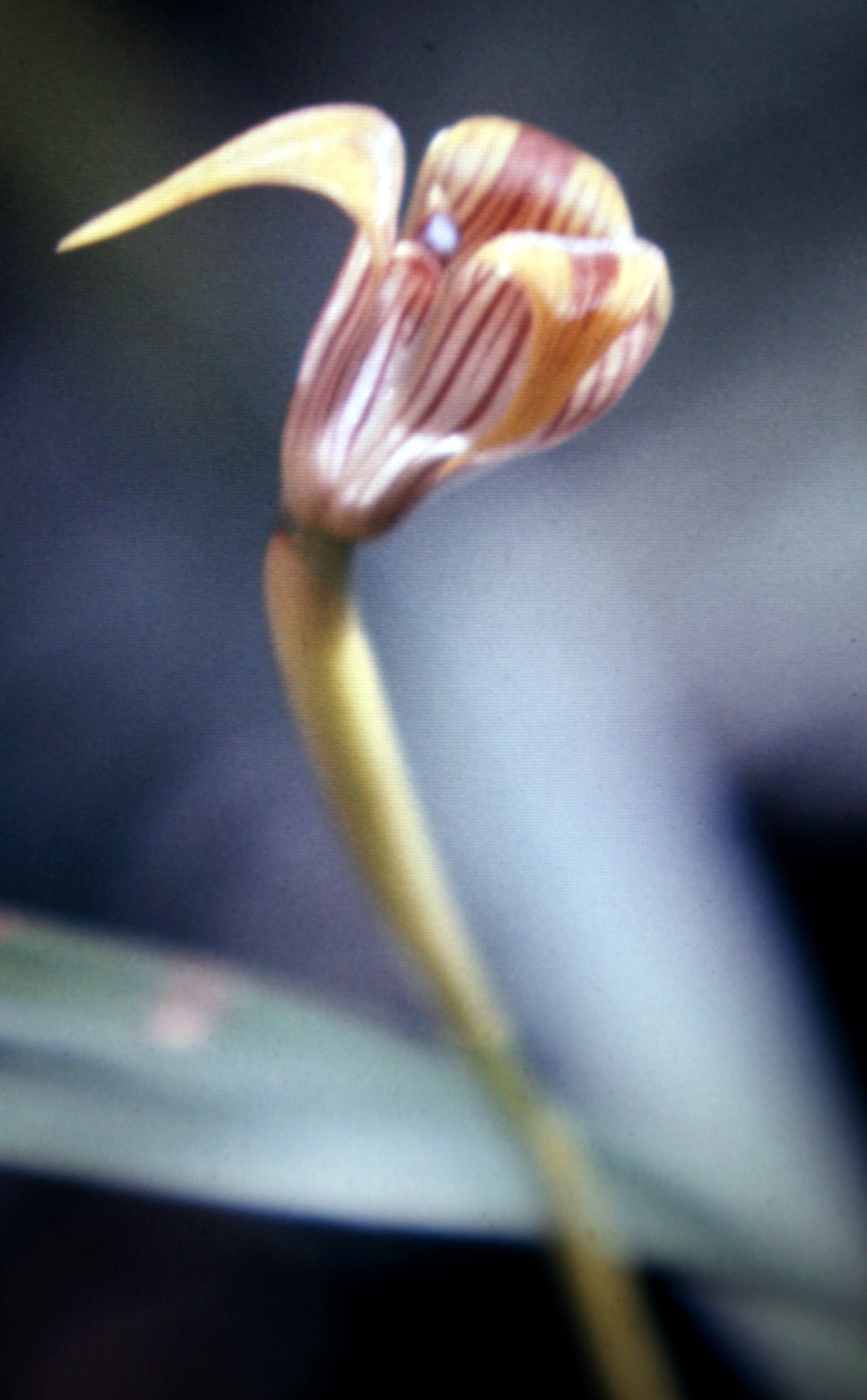
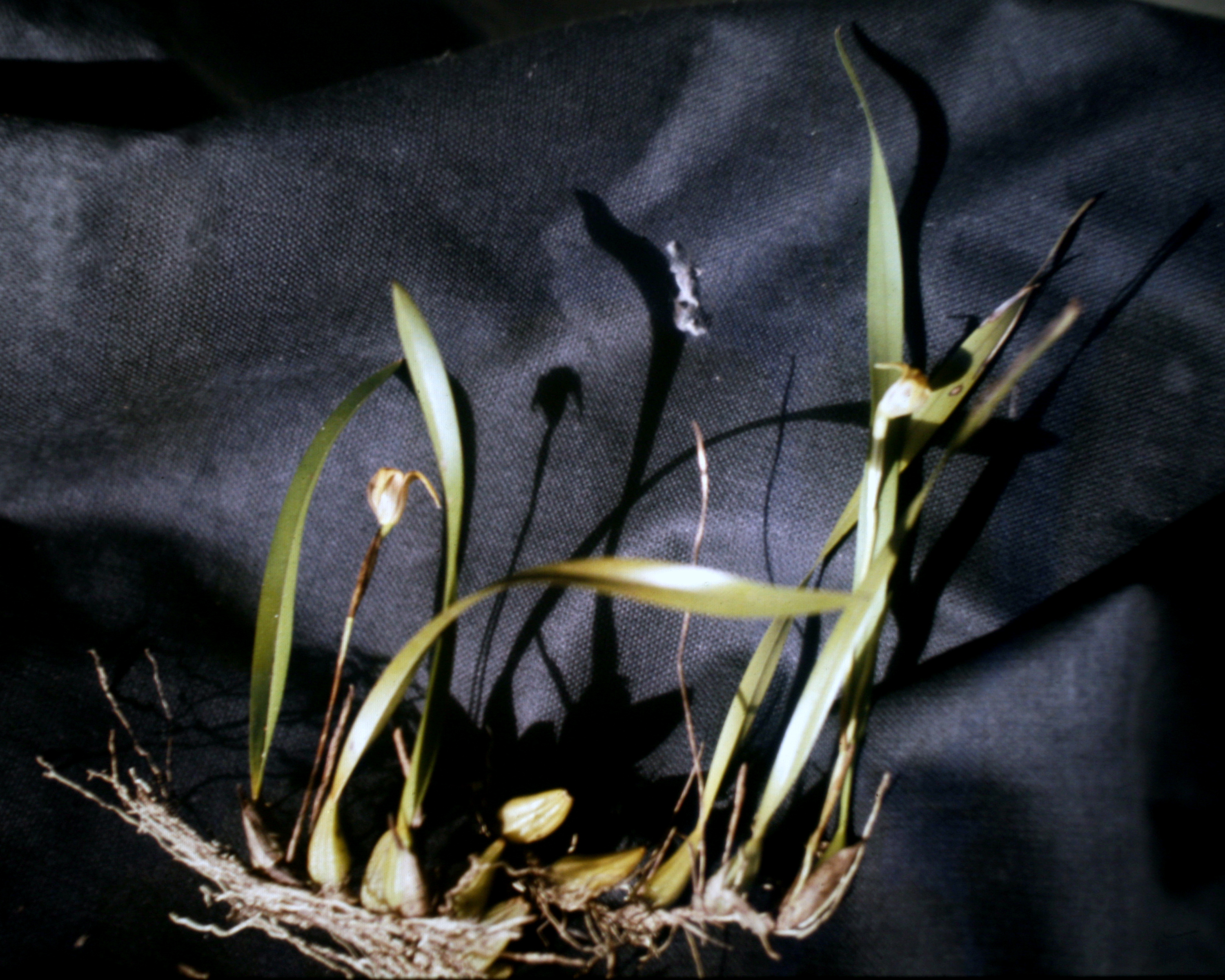